# Punkt McBurneya

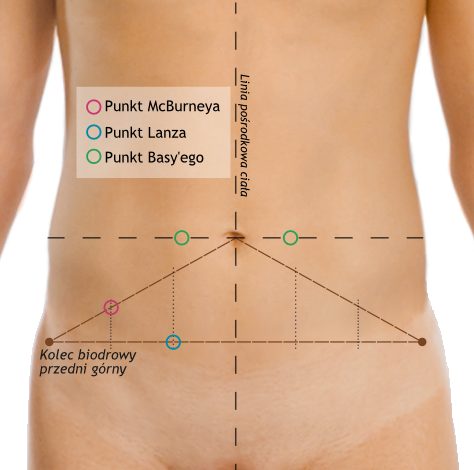
Położenie punktu McBurneya, znajdującego się w dwóch trzecich odległości od pępka do kolca biodrowego górnego przedniego

Punkt McBurneya – orientacyjny punkt na skórze brzucha, zlokalizowany w ⅓ lub ½ odległości między kolcem biodrowym przednim górnym prawym a pępkiem.
Punkt jest w rzucie strzałkowym odpowiednikiem odejścia wyrostka robaczkowego od kątnicy.
Jest najczęstszym miejscem największej bolesności w ostrym procesie zapalnym wyrostka robaczkowego. Przez punkt McBurneya przeprowadza się klasyczne cięcie tzw. cięcie skośne McBurneya, którym uzyskuje się dostęp do pola operacyjnego w klasycznej appendektomii.
Nazwa upamiętnia odkrywcę metody profesora chirurgii Uniwersytetu Columbia, Charlesa McBurneya, który opracował ją w 1889.